# Inrefjärd
Inrefjärd, binnenste fjord, is een meer annex fjord in Zweden, het ligt in het noordwesten van de Botnische Golf. Het –fjärd duidt erop, dat het vroeger een deel van de Botnische Golf is geweest, maar door de postglaciale opheffing in dit gebied is het tegenwoordig bijna geheel omsloten door land. Alleen naar het zuidoosten heeft het nog een opening naar de zee. Via twee zeestraten, Djupsundet en Munksundet, Yttrefjärd en de Pitsundet stroomt het water de golf in. Het water in de Inrefjärd komt uit de Svensbyfjärd en Bergsvikssundet, op hun beurt krijgen die hun water van een viertal rivieren waarvan de pite de grootste is. De fjord is op sommige plaatsen 23 meter diep.
De Inrefjärd is bijna helemaal door stedelijk gebied omsloten, Piteå ligt op de noordoever, Bergsviken in het noordwesten en de dorpen Maran en Skatan en Hortlax in het zuidwesten. Piteå heeft een haven.
Delen van de fjord hebben een eigen naam, in het noorden de Sörfjärd, waarbij sör, zuid, als voorvoegsel is gebruikt vanwege de ligging ten opzichte van Piteå. Hortlaxviken ligt in het zuidwesten, waarbij viken én lax allebei baai betekent.